# Összköltségeljárás
Az összköltségeljárás a számvitel egyik módszere az eredménykimutatás összeállítására. Az üzleti évben elszámolt értékesítés nettó árbevételének, az eszközök között állományba vett saját teljesítmények értékének, az egyéb bevételeknek, valamint az üzleti évben elszámolt anyagjellegű ráfordítások, személyi jellegű ráfordítások, értékcsökkenési leírás és egyéb ráfordítások összegének különbözeteként vezeti le az eredményt.
Az eredménykimutatás 2016. január 1-től lényegesen megváltozik!!! Többek között kikerülnek a rendkívüli tételek, és az osztalékkal kapcsolatos sorok is. A lenti formátum (amennyiben azokat még más nem változtatta meg) 2015. december 31-ig érvényes, azaz a 2015-ös beszámolóban még ezt a formát kell alkalmazni.
A magyarországi számviteli törvény szerint az összköltség eljárással készült eredménykimutatás egyik választható formája a következő:
|                                                                                    | Név                                  | Kiszámítása                                  |
| ---------------------------------------------------------------------------------- | ------------------------------------ | -------------------------------------------- |
| I.                                                                                 | Értékesítés nettó árbevétele         |                                              |
| II.                                                                                | Aktivált saját teljesítmények értéke |                                              |
| III.                                                                               | Egyéb bevétel                        |                                              |
| IV.                                                                                | Anyag jellegű ráfordítás             |                                              |
| V.                                                                                 | Személyi jellegű ráfordítás          |                                              |
| VI.                                                                                | Értékcsökkenési leírás               |                                              |
| VII.                                                                               | Egyéb ráfordítás                     |                                              |
| A.                                                                                 | Üzemi, üzleti tevékenység eredménye  | A. = I. + II. + III. – IV. – V. – VI. – VII. |
| Megjegyzés: Innentől ezek a pontok már megegyeznek a forgalmi költség eljáráséval. |                                      |                                              |
| VIII.                                                                              | Pénzügyi műveletek bevétele          |                                              |
| IX.                                                                                | Pénzügyi műveletek ráfordítása       |                                              |
| B.                                                                                 | Pénzügyi műveletek eredménye         | B. = VIII. – IX.                             |
| C.                                                                                 | Szokásos vállalkozási eredmény       | C. = A. + B.                                 |
| X.                                                                                 | Rendkívüli bevétel                   |                                              |
| XI.                                                                                | Rendkívüli ráfordítás                |                                              |
| D.                                                                                 | Rendkívüli eredmény                  | D. = X. – XI.                                |
| E.                                                                                 | Adózás előtti eredmény               | E. = C. + D.                                 |
| XII.                                                                               | Adófizetési kötelezettség            |                                              |
| F.                                                                                 | Adózott eredmény                     | F. = E. – XII.                               |
| XIII.                                                                              | Jóváhagyott osztalék                 |                                              |
| G.                                                                                 | Mérleg szerinti eredmény             | G. = F. – XIII.                              |